# دانييلا رينا
دانييلا رينا (بالإيطالية: Daniela Reina)‏ هي عداءة سريعة إيطالية، ولدت في 15 مايو 1981 في كاميرينو في إيطاليا.

## وصلات خارجية
- دانييلا رينا على موقع الاتحاد الدولي لألعاب القوى (الإنجليزية)
- دانييلا رينا على موقع الاتحاد الإيطالي لألعاب القوى (الإيطالية)
- دانييلا رينا على موقع الدوري الماسي (الإنجليزية)